# Nội đại thần (Nhật Bản)
Nội đại thần (内大臣 Naidaijin hay uchi no otodo), là một chức quan trong triều đình Nhật Bản sau đợt cải cách Thái Bảo Luật lệnh.

## Trước thời kỳ Minh Trị
Vị trí, vai trò và quyền hạn của Nội đại thần thay đổi khá nhiều trong thời kỳ tiền Minh Trị. Trong hệ thống "luật lệnh" (ritsuryō), Nội đại thần đứng dưới Tả đại thần và Hữu đại thần.

## Thời kỳ Minh Trị
Chức quan này thay đổi về tính chất trong thời kỳ Minh Trị. Năm 1885, chức năng của chức vụ này là cố vấn cho Thiên hoàng và lo việc tài liệu giấy tờ của Triều đình. Trong năm đó chức quan đứng đầu triều đình là Thái chính đại thần, người nắm giữ chức vụ này là
Sanjō Sanetomi. Vào tháng 12, Sanjō xin nghỉ chức Thái chính đại thần và ngay sau đó ông được bổ nhiệm làm Nội đại thần. Chức vụ Nội đại thần mới này vẫn giữ nguyên tên cũ nhưng chức năng và quyền hạn thì khác nhiều so với trước.

## Sau thời kỳ Minh Trị
Bản chất của chức vụ này có biến đổi trong suốt thời kỳ Đại Chính và thời kỳ Chiêu Hòa. Chức vụ này bị bãi bỏ vào ngày 24 tháng 12 năm 1945.